# Karl Moore (cyclisme)
Pour les articles homonymes, voir Moore.
Karl Moore, né le 17 février 1979,, est un coureur cycliste néo-zélandais. Resté amateur, il est notamment devenu champion de Nouvelle-Zélande espoirs en 1999 et 2001. Il s'est également classé dix-septième de la course en ligne des Jeux du Commonwealth en 2002.

## Palmarès
- 1999
  -  Champion de Nouvelle-Zélande sur route espoirs
- 2001
  -  Champion de Nouvelle-Zélande sur route espoirs
  - Tour de Southland
  - 2e de la Coppa Caduti Nervianesi